# Khemaïria
Khemaïria (àrab: الخمايرية, al-Ḫamāyriyya) o Hammam Bourguiba (àrab: حمام بورقيبة, Ḥammām Būrqība) és un municipi tunisià de la governació de Jendouba, dins de la delegació d'Aïn Draham, fronterer amb Algèria. El seu centre és la població de Hammam Bourguiba.

## Economia
El municipi està situat en una zona forestal, en un indret de gran bellesa que el converteix en una destinació turística.

## Administració
Constitueix la municipalitat o baladiyya homònima, amb codi geogràfic 22 24 (ISO 3166-2:TN-12).
També forma un sector o imada, amb codi geogràfic (22 55 57), de la delegació o mutamadiyya d'Ain Draham.